# Hypernaenia denticulata
Hypernaenia denticulata är en fjärilsart som beskrevs av W. Warren 1888. Hypernaenia denticulata ingår i släktet Hypernaenia och familjen nattflyn. Inga underarter finns listade i Catalogue of Life.